# Mozilla (mascota)
Mozilla fue la mascota de Netscape.
Mozilla fue la mascota de la actualmente desbandada empresa Netscape Communications Corporation, anteriormente llamada Mosaic Communications Corporation. Inicialmente la mascota tomó varias formas, incluyendo la de un astronauta u hombre del espacio pero la posterior elección de un lagarto del tipo Godzilla se dio sin dudas debido a la similitud del nombre con el de Godzilla. La mascota tiene la forma de un simpático lagarto verde. Su diseño se debe a Dave Titus en 1994.
Mozilla apareció frecuentemente en el sitio web de Netscape durante los primeros años de la compañía. Como sea, la necesidad de proyectar una imagen más "profesional" (especialmente hacia los clientes empresariales) condujo a su retiro. Mozilla continuó siendo usado internamente por Netscape, apareciendo frecuentemente en polos (t-shirts) que se daban al personal o en diseños que decoraban las paredes del campus de Netscape en Mountain View.
Cuando Netscape adquirió el sitio web NewHoo en 1998 lo renombraron a Open Directory Project con el seudónimo "dmoz" (directorio de Mozilla) debido a su similitud con el proyecto Mozilla. Una imagen de Mozilla fue colocada en cada página del sitio web, el cual permanece hasta la actualidad a pesar del desbande de Netscape después de ser comprado por AOL.